# Emela-ntouka
 (juillet 2023).
L'Emela-ntouka ("Tueur d'éléphants") est une créature légendaire vivant dans la région du bassin du fleuve Congo et des marécages du Likouala à la frontière de la république du Congo et du Cameroun.

## La légende
La légende de l'emela-ntouka vient de la mythologie des tribus pygmées qui vivent au Congo. Son nom, en langage lingala, signifie tueur d'éléphants et viendrait de son mode de vie agressif. En effet, bien qu'herbivore, il s'attaque souvent à de grands animaux, tels l'éléphant, le rhinocéros ou l'hippopotame mais sans les dévorer. 
Il aurait la peau glabre de couleur grisâtre, posséderait quatre pattes robustes et sa queue ressemblerait à celle du crocodile. Selon les Pygmées et les témoins qui l'ont aperçu, il serait un peu plus grand qu'un éléphant.
En Occident, l'emela-ntouka est mentionné pour la première fois en 1954 dans un article paru dans la revue britannique Mammalia. Écrit par Lucien Blancou, ancien inspecteur de la région des marais du Likouala, en Afrique-Équatoriale française, il décrit l'animal comme étant plus grand qu'un bison. Lorsqu'il est dérangé, il peut s'attaquer aux éléphants, aux buffles et aux hippopotames. 
En 1980 et 1981, un cryptozoologiste américain, Roy Mackal, organise deux expéditions au Congo à la recherche du Mokele-mbembe, une autre bête légendaire africaine. Il entend alors plusieurs témoignages d'hommes qui prétendent avoir vu l'emela-ntouka.

## Le chipekwe
Un autre animal du même genre, appelé chipique par les indigènes, semble vivre en Afrique australe à la frontière de l'Angola et de la Zambie. Fréquentant les milieux aquatiques, il hanterait les abords du lac Bangwelo, du lac Moero, de la rivière Luapula et des marais de Kafue et de Dilolo. Surnommé le monstre du lac, il est décrit par les indigènes qui disent l'avoir aperçu comme un mélange de dinosaure, de rhinocéros et d'éléphant. Il est gris et, comme le rhinocéros, porte une corne sur le nez.
J. E. Hughes, dans son livre Eighteen years of Lake Bangweleu édité en 1933, fait la description d'un animal abattu par la tribu des Wa-Ushi sur les rives de la rivière Luapula, qui relie le lac Bangwelo au lac Moero. Il déclare qu'il s'agit d'un chipekwe.
En 1946, un chasseur de fauves d'Afrique du Sud, F. Gobler, déclare dans le Cape Angus, un journal du Cap, qu'un animal monstrueux mi-lézard mi-éléphant, vit dans les marais de Dilolo, à la frontière du Congo belge et de l'Angola. Il le décrit ainsi : "Le chipekwe pèse plusieurs tonnes et attaque le rhinocéros, l'hippopotame et l'éléphant. Une nuit, des chasseurs entendirent un chipekwe qui dévorait le cadavre d'un rhinocéros tué par lui, broyant les os et arrachant d'énormes lambeaux de chair. La carcasse du rhino, découverte le lendemain matin, portait des traces de griffes et de dents telles qu'aucun animal connu n'en possède. Le chipekwe a la tête et la queue d'un lézard. Personnellement, je me suis enfoncé dans les marais à la recherche du monstre mais les indigènes me dirent qu'il était extrêmement difficile de le rencontrer, difficile et dangereux car le chipekwe est un redoutable tueur. Néanmoins, je crois en l'existence du chipekwe, un savant allemand ayant réussi à le photographier". Cette photo, si elle existe, n'a jamais été rendue publique. Quant au récit de Gobler, il diffère des précédents car il décrit, lui, l'animal comme un carnivore.

## Hypothèses

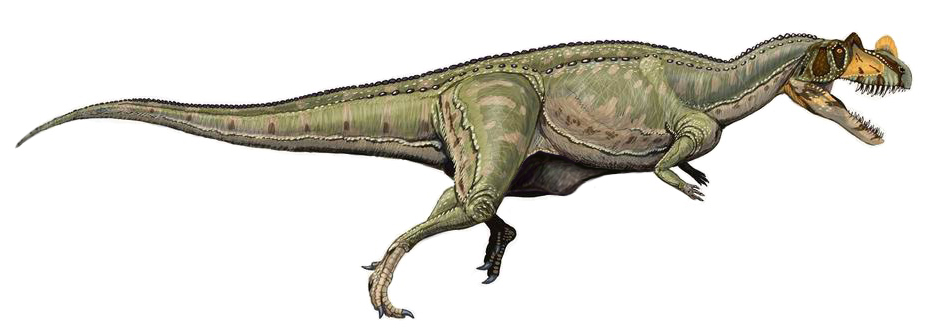
Un Ceratosaurus, dinosaure théropode, qui ressemblerait au chipekwe

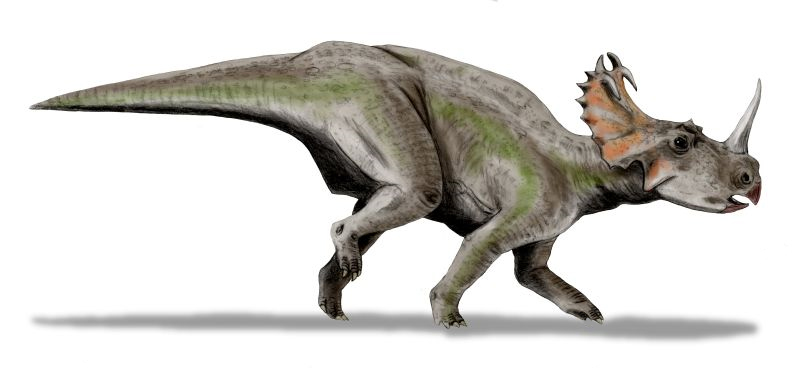
Un Centrosaurus, dinosaure cératopsien, qui ressemblerait à l'emela-ntouka

Certains cryptozoologistes croient que l'emela-ntouka est un dinosaure survivant ou un grand mammifère semi-aquatique inconnu. Le zoologue américain Loren Coleman penche plutôt vers la version d'un rhinocéros géant de la préhistoire qui aurait une prédilection pour les milieux aquatiques. D'autres le confondent avec le Mokele-mbembe qui serait, selon certains, un dinosaure sauropode. 
Ceux qui penchent pour le dinosaure pensent qu'il pourrait s'agir d'un Centrosaurus ou d'un Monoclonius, de la famille des cératopsidés. En tant que tel, il pourrait être lié au Ngoubou, un prétendu cératopsien dont la présence est signalée dans le sud du Cameroun. Quant au chipekwe carnivore de Gobler, certains le décrivent comme un Ceratosaurus, un théropode qui possède la caractéristique d'avoir une petite corne sur le nez.

## Voir également
- Kasai rex
- Kongamato
- Monstre du Loch Ness
- Mbielu-mbielu-mbielu
- Mokélé-mbembé
- Nahuelito
- Ngoubou

## Littérature
Dans le roman La Vallée des Brontosaures, publié en 1955, Bob Morane affronte un chipekwe (présenté comme un théropode).